# Alessandro Troncon
Alessandro Troncon (Treviso, 6 settembre 1973) è un ex rugbista a 15 e allenatore di rugby a 15 italiano.
Mediano di mischia, vanta 101 presenze in nazionale, della quale, dopo il ritiro da giocatore avvenuto nel 2007, fu anche team manager e assistente allenatore.

## Biografia
Cresciuto rugbisticamente nel Benetton Treviso, evolvette come mediano di mischia ed esordì nel campionato 1991-92, in cui divenne campione d'Italia con 4 presenze al suo attivo; fu inviato al Mirano a fare esperienza di prima squadra nel 1993; dopo una stagione in Laguna, nel 1994 tornò a Treviso; in quella primavera aveva esordito in Nazionale, nell'incontro di Coppa FIRA contro la Spagna a Parma (in sostituzione di Ivan Francescato), e nell'estate seguente aveva preso parte da titolare ai due test di metà anno contro l'Australia a Melbourne e Brisbane.
Ben presto Troncon si impose titolare fisso nel ruolo di mediano di mischia della Nazionale e il tecnico Georges Coste lo convocò tra i trenta giocatori azzurri per la Coppa del Mondo di rugby 1995 in Sudafrica, in cui il giocatore scese in campo in tutti i tre incontri che l'Italia disputò.
Il 1997 fu l'anno in cui il palmarès di Troncon vide la prima vittoria internazionale: a marzo, a Grenoble, fu in campo nella prima, storica vittoria azzurra contro la Francia (40-32), che permise all'Italia di conquistare per la prima volta la Coppa FIRA e il titolo di campione d'Europa; più tardi vinse il campionato con il Benetton Treviso, titolo che bissò l'anno successivo realizzando anche l'accoppiata con la Coppa Italia.
Dopo l'ennesimo scudetto (il terzo consecutivo, nel 1998-99), si trasferì in Francia, al Montferrand con cui disputò due finali del campionato francese, e prese parte alla Coppa del Mondo di rugby 1999, disastrosa sotto il profilo dei risultati, con un 3-101 incassato dalla Nuova Zelanda appena meno pesante dello 0-101 subìto qualche mese prima a casa del Sudafrica durante i test di metà anno in preparazione del torneo mondiale.

Dominguez e Troncon in nazionale, 1997 circa

Anche il nuovo C.T. Brad Johnstone schierò Troncon, nel frattempo ormai arrivato a più di 30 incontri internazionali, nel nuovo Sei Nazioni che vedeva la partecipazione dell'Italia.
Per Troncon fu il primo di sei tornei continentali disputati fino al 2007 (saltò per infortunio quelli del 2004 e del 2006, rimpiazzato da Paul Griffen).
Nel 2002 ritornò in Italia, di nuovo al Benetton Treviso, e rivinse subito lo scudetto; nel frattempo, il tecnico subentrato a Johnstone, John Kirwan, lo convocò per la Coppa del Mondo di rugby 2003, anch'essa risoltasi con l'eliminazione dell'Italia al primo turno.
Nel 2004 il giocatore si laureò campione d'Italia per la 5ª volta e l'anno successivo vinse la sua seconda Coppa Italia.
A John Kirwan era nel frattempo subentrato il tecnico francese Pierre Berbizier; questi prese Troncon come punto fermo - nonostante un proposito, poi rientrato, da parte del giocatore di abbandonare l'attività internazionale - e, malgrado la sosta di un anno che gli fece perdere sia il Sei Nazioni che la fascia di capitano (passata a Marco Bortolami), al suo rientro fu inserito da titolare nella rosa che si rese protagonista del miglior torneo a tutt'oggi disputato dall'Italia: due vittorie, una a Murrayfield contro la Scozia e l'altra al Flaminio contro il Galles.
Quello stesso anno Troncon vinse l'European Challenge Cup con il Clermont, club nel quale era, nel frattempo, tornato nel 2006 per disputare la sua ultima stagione da professionista.
Nel corso della successiva Coppa del Mondo di rugby 2007 in Francia Troncon raggiunse il tetto dei 100 incontri internazionali.
Il suo 101º e ultimo incontro fu il 29 settembre, la sconfitta 16-18 contro la Scozia che precluse all'Italia la possibilità di accedere, per la prima volta nella sua storia, ai quarti di finale della Coppa del Mondo.
Quello fu anche il suo ultimo incontro ufficiale in assoluto, in quanto pochi giorni dopo annunciò il suo ritiro dalle competizioni.
Smessa l'attività agonistica, nel 2008 Troncon divenne assistente allenatore della Nazionale, prima in collaborazione con il sudafricano Nick Mallett, poi dal 2011 del francese Jacques Brunel; nel giugno 2012 divenne l'allenatore dei trequarti della neonata franchise di Pro12 delle Zebre.
Troncon è anche impegnato in attività sociali: fa parte del gruppo di atleti azzurri testimonial del ramo italiano dell'associazione di volontariato SOS Villaggi dei bambini, che si occupa del sostegno all'infanzia disagiata.

## Palmarès
- Coppa FIRA : 1
Italia: 1995-97
- Challenge Cup: 1
Clermont: 2006-07
- Campionati italiani: 7
Benetton Treviso: 1991-92, 1996-97, 1997-98, 1998-99, 2002-03, 2003-04, 2005-06
- Coppe Italia: 2
Benetton Treviso: 1997-98, 2004-05
- Supercoppe d'Italia: 1
Benetton Treviso: 2006